# Aeropuerto internacional de Alejandrópolis
El Aeropuerto Internacional de Alejandrópolis «Demócrito» se encuentra a 7 km del centro de Alejandrópolis, la capital de Evros. El aeropuerto es accesible por la carretera E90 que conecta Grecia con Turquía. El aeropuerto fue establecido en 1944. En 1955 fue declarado internacional y en 1975 se construyeron los edificios existentes y el corredor de infraestructuras. El aeropuerto fue nombrado en honor a Demócrito, el filósofo nacido en Abdera. Es un aeropuerto de mediana capacidad en relación con la realización de los vuelos y tráfico de pasajeros.

## Aerolíneas y destinos
| Aerolíneas      | Destinos                     |
| --------------- | ---------------------------- |
| Aegean Airlines | Atenas Estacional: Heraclión |
| Sky Express     | Atenas, Sitía                |